# Карлскуга
Карлскуга (на шведски: Karlskoga) е град в централна Швеция, лен Йоребру. Главен административен център на едноименната община Карлскуга. Разположен е на северния бряг на езерото Мьокелн. Намира се на около 190 km на югозапад от столицата Стокхолм и на около 40 km на северозапад от Йоребру. Получава статут на град през 1940 г. Населението на града е 27 084 жители според данни от преброяването през 2010 г.

## Побратимени градове
- Йонишкис, Литва
- Олбор, Дания